# 21568 Evanmorikawa
21568 Evanmorikawa este un asteroid din centura principală de asteroizi.

## Descriere
21568 Evanmorikawa este un asteroid din centura principală de asteroizi. A fost descoperit pe 14 septembrie 1998 la Socorro, New Mexico, în cadrul proiectului LINEAR. Asteroidul prezintă o orbită caracterizată de o semiaxă mare de 2,28 ua, o excentricitate de 0,18 și o înclinație de 24,9° în raport cu ecliptica.